# Australopithecus garhi
Australopithecus garhi este o specie australopitecină gracilă care a trăit acum 2,5 milioane de ani, ale cărei fosile au fost descoperite în 1996 de o echipă de cercetare condusă de paleontologul etiopian Berhane Asfaw și paleontologul american Tim White.
Rămășițele sugerează că reprezintă stadiul de tranziție dintre genurile Australopithecus și Homo.

## Descoperire
Tim White a fost omul de știință care a descoperit prima dintre fosilele A. garhi în 1996, în formațiunea Bouri, situată în Depresiunea Afar, Etiopia. Specia a fost confirmată și stabilită ca A. garhi la 20 noiembrie 1997 de către paleoantropologul etiopian Yohannes Haile-Selassie. Epitetul speciei „garhi” înseamnă „surpriză” în limba locală afar.

## Morfologie și interpretări
Caracteristicile lui A. garhi sunt oarecum diferite de cele văzute în mod tipic la  Australopithecus afarensis și Australopithecus africanus. Un exemplu al diferențelor poate fi văzut prin compararea maxilarul găsit în Hadar (A. afarensis) cu specimenul Bouri al lui A. garhi. Capacitatea craniană a lui A. garhi măsoară 450 cm3, aceeași dimensiune ca și la alte australopitecine.
Mandibula clasificată de Asfaw și colab. are o morfologie în general considerată a fi compatibilă cu aceeași specie, cu toate acestea este posibil ca o altă specie de hominide să fi fost găsită în aceleași zăcăminte. Studiile făcute pe premolari și pe dinții molari prezintă câteva similitudini cu cele ale lui Paranthropus boisei, deoarece sunt mai mari decât la oricare altă formă gracilă de australopitecină. S-a sugerat că dacă A. garhi este un strămoș al lui Homo (adică Homo habilis) morfologia maxilară ar fi suferit o schimbare evolutivă rapidă în doar 200.000 sau 300.000 de ani.